# Dirección Nacional Técnica de Demarcación Territorial
La Dirección Nacional Técnica de Demarcación Territorial es un órgano especializado en demarcación territorial adscrito a la Presidencia del Consejo de Ministros. Se encarga de conducir el proceso de demarcación territorial coordinando con los Gobiernos Regionales del Perú para lograr un territorio nacional correctamente definido y delimitado que permita el progreso sostenido de las circunscripciones político administrativas mediante el uso adecuado de los recursos del Estado.

## Creación de la Dirección Nacional Técnica de Demarcación Territorial
Tras la independencia de los colonos españoles en 1821 la nueva República del Perú se vio en la necesidad de delimitar su territorio. De manera que con el paso de los años se han venido formando distritos, provincias y departamentos de manera desordenada e incoherente dejando de la lado aspectos socioculturales, económicos, demográficos, técnico-geográficos, ecológicos, entre otros.
Frente a esta situación, que se agrava con el enfrentamiento de algunas jurisdicciones por diversos motivos que los impulsan a querer separarse, usualmente por temas económicos referidos al canon que obtienen por la explotación de sus recursos naturales, el Estado peruano mediante la Presidencia del Consejo de Ministros crea en el 2001 la Dirección Nacional Técnica de Demarcación Territorial. Éste Órgano del Estado se convierte en el regente del proceso de demarcación territorial nacional, el cual busca lograr un consenso entre los ciudadanos peruanos acorde con los procesos de descentralización y regionalización que se vienen realizando.